# San Justo de Cabarcos
Cabarcos (llamada oficialmente San Xusto de Cabarcos) es una parroquia española del municipio de Barreiros, en la provincia de Lugo, Galicia.

## Otras denominaciones
La parroquia también es conocida por el nombre de San Justo de Cabarcos.

## Organización territorial
La parroquia está formada por dieciocho entidades de población:
- Aldea (A Aldea)
- A Calzada
- Iglesia (A Igrexa)
- Rigueira (A Regueira)
- As Fachas
- A Volta da Insua
- Fixoucos
- Ibia
- Ladrido
- Novás
- Curveiro (O Corveiro)
- O Couto
- Morteiro (O Morteiro)
- O Seixo da Veiga
- Val do Caínzo (O Val do Caínzo)
- Pedrido
- Sampaio (San Paio)
- Villamar (Vilamar)

## Demografía
| Gráfica de evolución demográfica de San Justo de Cabarcos entre 2000 y 2019 |
|                                                                             |
| Datos según el nomenclátor publicado por el INE.                            |